# Vzdělávací standardy
Pojmem se rozumí pravidla či měřítka pro srovnání pedagogické činnosti. S jejich pomocí lze ověřit úroveň a kvalitu dané školy v porovnání s jinými školami. Díky nastaveným standardům by nemělo dojít k poklesu v kvalitě vzdělávání. Měla by být zaručena určitá úroveň vzdělávání. Zároveň slouží jako zpětná vazba pro učitele a ředitele.

## Definice vzdělávacího standardu
Vzdělávací standardy jsou vymezené požadavky, které musí žáci splnit v určitých ročnících či stupních školy. Jsou formulovány jako dovednosti nebo vědomosti ve vztahu k obsahu vzdělávání ve vyučovacích předmětech. Vzdělávací standardy jsou chápány jako měřítko umožňující posoudit, do jaké míry jsou u žáků či učitelů rozvinuty určité kompetence (oprávnění). Pojem vzdělávací standard jde chápat i jako obecný výraz „standard“, znázorňuje obecně nějaký stupeň, úroveň, žádoucí stupeň, ale uplatňuje se v pedagogických objektech.

## Historie vzdělávacích standardů

#### Historie vzdělávacích standardů
Výskyt termínu vzdělávací standard se pojí s 30. lety a českou reformní pedagogikou. Byl zmíněn pouze v podobě měření výkonů při testování vědomostí žáků. Tedy ne tak, jak jej vnímáme dnes. Pojem standardy v souvislosti s hodnocením úrovně vzdělávání se začal uplatňovat v České republice až po roce 1990. Standardy se staly klíčovým požadavkem české vzdělávací politiky (zejména ministerstva školství) v lednu roku 1992. V roce 1994 byl zveřejněn návrh „Standardy vzdělávání pro obecnou školu“. S tím téměř současně i „Návrhy standardů na zvláštní škole“.

#### Historie vzdělávacích standardů základní školy
V roce 1994 byl MŠMT vydán Standard základního vzdělávání. Byl pojmenován jako „Cílové standardy a kmenové učivo“. Postupně však byla řešena řada nedostatků jako např. terminologická neujasněnost, nevhodné stanovení vzdělávacích standardů atd. V roce 1995 byl proto ministerský návrh přepracován a vydán jako „Standard základního vzdělávání“. Dnes standardy představují minimální cílové požadavky na vzdělávání.

## Obsah pojmu vzdělávací standard
Standard je všeobecně vnímán jako doporučení i jako norma.

#### Standardy - doporučení
Mezi standardy patří například vzdělávací cíle, obsah, metody. Jsou to konkrétní požadavky určité vzdělávací instituce, co má žák umět. Pedagogovi mohou posloužit jako vodítko a pomoc při vyučování. Žákovi umožňují sebekontrolu při učení, rodiče k nim přihlíží při výběru školy a řediteli napomáhají k hodnocení práce pedagogů.

#### Standardy – normy
Jsou uváděny dvě funkce. První funkcí je měřítko pro hodnocení (standard) a druhou funkcí možnost kontroly (norma). Mezi příklady se řadí směrnice pro bezpečnost a hygienu provozu škol či zákony pro řízení a financování škol apod. Autorem bývá často státní správa a místní samospráva.  Příkladem mohou být Pravidla hospodaření školy nastavená zřizovatelem (obcí) či zřizovací listina školy.

## Rozdělení standardů
Průcha & Walterová rozdělují standardy na kategorie dle typů školy:
- Standard základního vzdělávání
- Standard vzdělávání ve čtyřletém gymnáziu
- Standard středoškolského odborného vzdělávání